# 1932년 동계 올림픽 봅슬레이 남자 4인승
1932년 동계 올림픽의 봅슬레이 남자 4인승은 1932년 2월 14일부터 2월 15일까지 미국 레이크플래시드에서 경기가 진행됐다.

## 참가 국가
5개 국가로부터 온 28명의 선수들이 참가했다.
- 독일
- 루마니아
- 미국
- 스위스
- 이탈리아

## 결과
| 순위 | 팀                   | 선수                                                                             | 1차시기 | 2차시기 | 3차시기 | 4차시기 | 총계    |
| ---- | -------------------- | -------------------------------------------------------------------------------- | ------- | ------- | ------- | ------- | ------- |
| 1    | USA I (USA)          | 빌리 피스크, 에디 이건, 클리포드 그레이, 제이 오브라이언                         | 2:00.52 | 1:59.16 | 1:57.41 | 1:56.59 | 7:53.68 |
| 2    | USA II (USA)         | 헨리 홈부르거, 퍼시 브라이언트, 프랑시스 스티븐스, 에드먼드 호튼                 | 2:01.77 | 2:01.09 | 1:58.56 | 1:54.28 | 7:55.70 |
| 3    | Germany I (GER)      | 한스 킬리안, 막스 루트비히, 한스 멜호른, 세바스티안 후버                         | 2:03.11 | 2:01.34 | 1:58.19 | 1:57.40 | 8:00.04 |
| 4    | Switzerland II (SUI) | 레토 카파드루트, 한스 아이센후트, 찰스 예니, 오스카 가이어                       | 2:06.81 | 2:03.40 | 2:01.47 | 2:00.50 | 8:12.18 |
| 5    | Italy I (ITA)        | 테오필로 로시 디 몬텔레라, 아고스티니 란프란치, 가에타노 란프란치, 이탈로 카시니 | 2:07.87 | 2:06.62 | 2:07.94 | 2:01.78 | 8:24.21 |
| 6    | Romania I (ROU)      | 알렉산드루 파파너, 알렉산드루 로네스쿠, 울리세 페트레스쿠, 두미트루 후베르트     | 2:09.09 | 2:14.32 | 2:02.00 | 1:58.81 | 8:24.21 |
| 7    | Germany II (GER)     | 발터 폰 뭄, 하소 폰 비스마르크, 게르하르트 헤세르트, 게오르그 기슬링             | 2:11.59 | 2:11.72 | 2:07.89 | 2:04.25 | 8:35.45 |

## 메달리스트
| 금                                                                               | 은                                                                                        | 동                                                                                   |
| 미국 (USA) · USA I · 빌리 피스크 · 에디 이건 · 클리포드 그레이 · 제이 오브라이언 | 미국 (USA) · USA II · 헨리 홈부르거 · 퍼시 브라이언트 · 프랑시스 스티븐스 · 에드먼드 호튼 | 독일 (GER) · Germany I · 한스 킬리안 · 막스 루트비히 · 한스 멜호른 · 세바스티안 후버 |

## 참조
- (영어) 1932년 동계 올림픽 봅슬레이 남자 4인승